# نفق تحت اللسان
النفق تحت اللسان أو نفق تحت اللساني (بالإنجليزية: Hypoglossal canal)‏ هوَ عبارة عن ثقب في العظم القذالي للجمجمة، ويتواجد النَفق في الجزء الإنسي والعلوي خَلفَ لقمة القذالي، كما أنَّ العصب تحت اللسان يَخترق هذا النَفق.

## الهيكلية
يَنتقل العصب تحت اللسان في النَفق مِن نقطة دخوله بالقُرب من النخاع المُستطيل حَتى نقطة خروجه عندَ قاعدة الجمجمة بالقُرب من الثقبة الوداجية، كما أنَّ العصب يقع على التقاطع المشاشي بينَ القاعدة القذالية وَالناتئ الوداجي في العظم القذالي.

## الأهمية السريرية
يتكون النفق تحت اللسان أثناء مراحل التطور الجنينية في الثدييات، لذلك في بعض الأحيان قد تتواجد أكثر من نفق أثناء تكون العظم القذالي، كما أنَّ دراسة هذه البُنية تساعد على تشخيص مجموعة من الأورام المُكتشفة في قاعدة الجُمجمة، مِثل: ورم جنيب العقدة العصبية وَالورم النخاعي المتعدد وَأحياناً الأورام السحائية. تُساعد دراسة النفق تحت اللسان على محاولة تطوير تقنيات حَفر آمنة أثناء إجراء العملية الجراحية في منطقة تواجد النفق في الدماغ.

## معرض صور

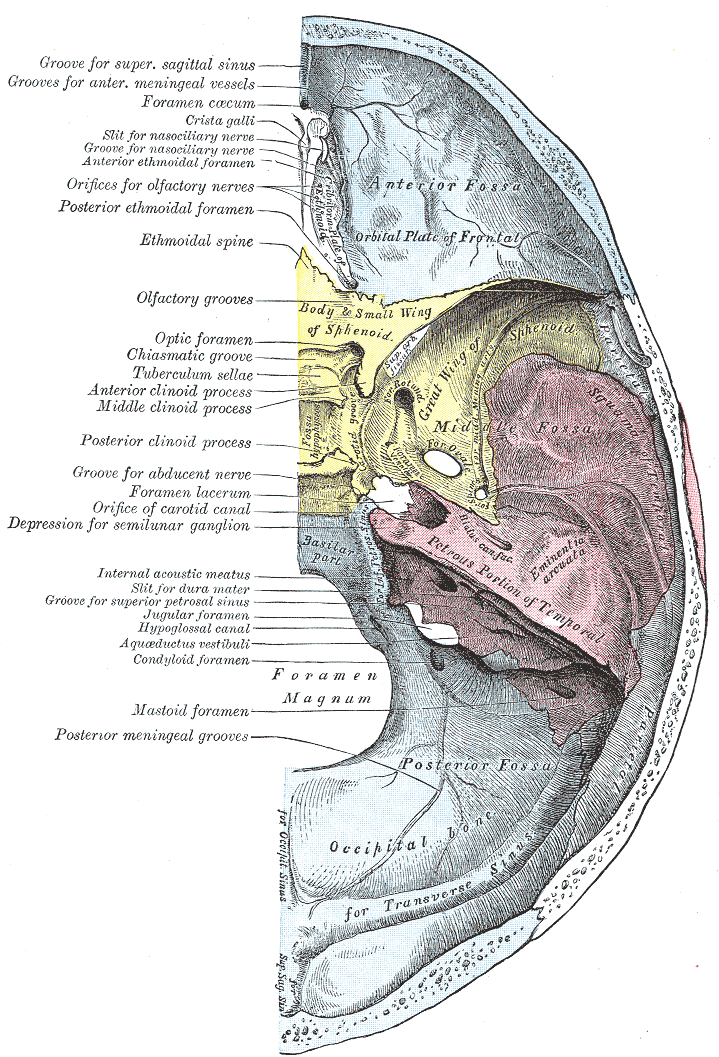
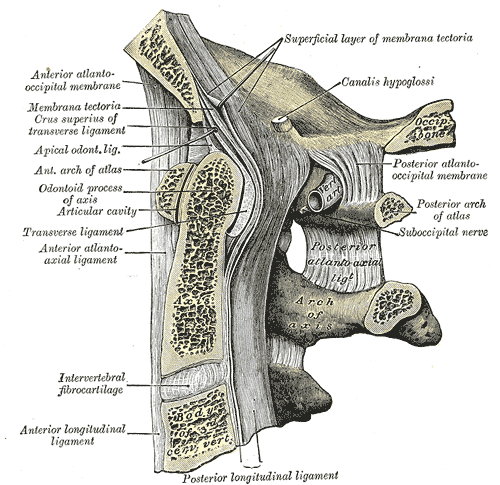
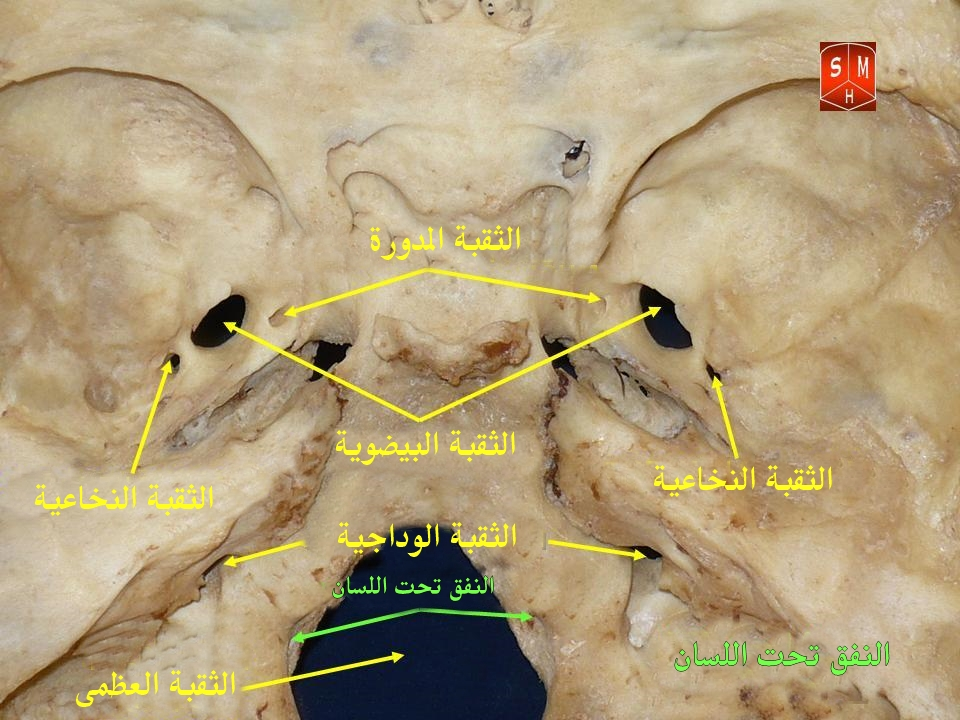

## روابط خارجية
- شكل تشريحي: 22:5b-15 على موقع مركز سوني دونستات الطبي (تشريح بشري عبر الإنترنت).
- درسٌ تشريحي حول cranialnerves مُعدٌ بواسطة ويسلي نورمان (جامعة جورجتاون).(XII)